# Engelandvaarders (boek)
Engelandvaarders is een boek voor jeugdigen en volwassenen van de Nederlandse schrijver K. Norel. Het boek kwam in 1945 uit.
Het boek volgt de belevenissen van de Urker visserszoon Evert Gnodde en de Rotterdammer Jan Koekman tijdens de bezetting van Nederland in de Tweede Wereldoorlog.

## Opzet van het boek
De roman bestaat uit drie delen:
1. Vogelvrij
2. Vuur en Vlam
3. Verzet en Victorie

## Verhaal
Het eerste deel begint met Evert Gnodde, die met zijn broer en vader vist op het IJsselmeer. Hun thuisbasis is het voormalige eiland Urk. Hier woont Evert met zijn familie, net als zijn meisje Alie. Als de oorlog uitbreekt moet de felle Evert toezien hoe de Duitsers Nederland veroveren. Als de bezetting een feit is begint het verzet. De Urkers helpen onderduikers, smokkelen vis en plegen verzet. De Duitser krijgen geen grip op het eiland. Ze blijven echter jagen, zeker als de jongens tussen de 18 en 20 worden opgeroepen voor de Arbeidsdienst. Nu moet ook Evert onderduiken. Urk wordt te gevaarlijk en hij zoekt een onderduikadres op een boerderij in de kop van Noord-Holland. Hoewel het werken op het land hem aanvankelijk zwaar valt, weet hij zich te handhaven. Hij sluit vriendschap met de Rotterdamse monteur Jan Koekman. Het is een merkwaardige vriendschap. Evert is gereformeerd en gaat iedere zondag naar de kerk, Jan is van socialistische huize en atheïst. Beide jongens willen graag hun land helpen en zoeken mogelijkheden om naar Engeland te komen. Maar de Duitsers hebben inmiddels alle vluchtroutes afgesloten. Dan komt Jan met een idee. Als ze dienst nemen bij de Duitse Kriegsmarine bestaat de mogelijkheid dat ze Nederland kunnen verlaten en vluchten naar Engeland. Evert verwerpt het idee. Inmiddels heeft hij Jan overgehaald naar de kerk te gaan. Jan is wat onwennig, maar bewondert de dominee die openlijk tegen de bezetter in gaat. De dominee wordt niet lang daarna gearresteerd. Evert en Jan willen nu helemaal graag naar Engeland. Ze besluiten om dienst te nemen bij de Duitse marine. Hun daad heeft grote gevolgen. Hun familie wil niets meer van deze "verraders" weten. Na een zware opleiding komen Evert en Jan op een konvooibegeleidingsschip. Ze moeten Duitse konvooien bewaken die voor de Nederlandse kust varen. Daar ligt hun kans. Ze willen het schip overnemen en naar Engeland varen. Voor ze dat plan kunnen uitvoeren, moeten ze eerst in de gevangenis in Scheveningen bewakingsdiensten uitvoeren. Daar ziet Jan de dominee terug. Evert en hij besluiten de dominee te bevrijden. De dominee wordt aan boord gesmokkeld en even later nemen Evert en Jan het schip over en varen ermee naar Engeland.
In het tweede deel van het boek worden Jan en Evert na een uitgebreide screening opgenomen in de Nederlandse marine. Aanvankelijk worden ze gestationeerd op een MTB, een motortorpedoboot. Nu jagen ze zelf op Duitse konvooien. Als hun schip wordt getorpedeerd, komen ze weer in Nederland. Een Zeeuwse visser pikt wat drenkelingen op. Ditmaal kunnen ze via een zender van het verzet contact leggen met Engeland en gered worden door een onderzeeboot. Omdat er te weinig MTB's zijn, worden Jan en Evert overgeplaatst naar Hr. Ms. Flores, een Nederlands oorlogsschip. Daar worden ze door Prins Bernhard onderscheiden met het Bronzen Kruis. Met de Flores maken ze de invasie in Normandië mee. Na de invasie worden ze benaderd door een officier. Die is op zoek naar Nederlanders die willen optreden als liaison-officier bij de Britse parachutistendivisie, die zich opmaakt voor de landing bij Arnhem. Na een intensieve training worden ze toegevoegd aan de Britse paradivisie en landen bij Arnhem. Na aanvankelijk succes gaat het helemaal mis en de Britten trekken terug in Oosterbeek. Jan raakt gewond en Evert brengt hem bij een verbandpost. In een villa in Oosterbeek ontmoet hij zijn verloofde Alie weer. Evert weet uiteindelijk met zijn makkers de Rijn over te steken naar de geallieerde legers, maar Jan wordt krijgsgevangen gemaakt.
In het derde deel volgen we Jan die ontsnapt uit krijgsgevangenschap met behulp van een zuster uit het ziekenhuis, Clara. Zij smokkelt Jan naar Rotterdam waar hij bij zijn ouders onderduikt. Jan haat het feit dat hij niets kan doen. Dat verandert echter als Evert plotseling terugkeert. Die is uit Engeland gekomen om illegalen op te leiden voor het verzet tegen de Duitsers. In een klooster geven Jan en Evert wapeninstructie aan verzetsstrijders. Alie is ondertussen met de familie uit Oosterbeek weggegaan. Ze diende daar als dienstmeisje bij een baron en barones. Na de evacuatie woont de familie in een huurhuis bij Hilversum. Clara is koerierster geworden en ziet Jan regelmatig. Alie krijgt het heel zwaar tijdens de hongerwinter als ze in haar eentje de baron, barones en de freules moet helpen. Clara wordt als koerierster gearresteerd en gevangengezet, terwijl Evert en Jan verschillende verzetstaken uitvoeren. Jan wordt ook gevangengezet en uiteindelijk samen met Clara door Evert uit de gevangenis gehaald. De bevrijding breekt aan en Evert weet ook Alie te redden, die meer dood dan levend de hongerwinter is doorgekomen.

## Achtergrond
K. Norel schreef Engelandvaarders tijdens de bezetting van Nederland. Ook de oorspronkelijke illustraties voor het boek werden in die tijd vervaardigd. Norel laat in het boek met name de illegaliteit op de voorgrond treden, het verzet dat Nederlanders tijdens de Duitse bezetting pleegden. Later zou Norel nog twee trilogieën over de Tweede Wereldoorlog schrijven: Varen en vechten, over de Nederlandse marine en koopvaardij, en Vliegers in het vuur, over de Nederlandse luchtmacht. Hij beschouwde de drie trilogieën als een eenheid, elke trilogie behandelde steeds een ander aspect van Nederlanders in de Tweede Wereldoorlog. Aangezien Engelandvaarders is geschreven tijdens de bezetting valt te merken dat Norel nog weinig afstand heeft kunnen nemen van de materie. Norel was tijdens de Tweede Wereldoorlog zelf actief in het verzet, en meer dan in Varen en vechten en Vliegers in het vuur is zijn afkeer van de bezetter te lezen. 
Dominant is ook de kerkelijke achtergrond van Norel. Evert is als Urker erg kerks en weet ook zijn omgeving te beïnvloeden. Zo wordt de socialist Jan Koekman door Evert bekeerd tot het christelijk geloof.